# Polonice
Polonice (znanstveno ime Coccinellidae) so družina hroščev, v katero uvrščamo okoli 5.000 danes živečih opisanih vrst žuželk. To so najprepoznavnejše žuželke med kukujoidi, predvsem na račun živobarvnih pikapolonic, ki so splošno znane po tem, da plenijo žuželke, ki zajedajo na kulturnih rastlinah. Vendar pa nimajo vse polonice pikastega vzorca, zaradi česar je »polonica« ustreznejše ime za predstavnike družine Coccinellidae.

## Telesne značilnosti
V splošnem so polonice hrošči s telesom kroglaste oblike, pri katerih je glava ob pogledu od zgoraj deloma zakrita pod ščitom (pronotum) oprsja. Izjema so le predstavniki rodov Coccidula in Rhyzobius, katerih telo je podolgovato. Obustne okončine so izoblikovane v grizalo, poleg njih pa so na glavi še kratke kijaste tipalnice in normalno razvite sestavljene oči. Na zunaj so lahko zelo podobne lepencem (hroščem iz družine Chrysomelidae), od katerih jih najzanesljiveje ločimo po stopalcih nog. Ta so pri polonicah v osnovi zgrajena iz štirih členov, vendar je tretji člen zelo majhen, tako da so na zunaj vidni le trije členi. Noge so sicer zelo kratke, pogosto se jih od zgoraj sploh ne vidi. Vzorec na pokrovkah je lahko listast, pikast ali enobarven. Je zelo variabilen in oblika ter barva nista zanesljiva znaka za določanje vrst polonic.
Ličinke so podolgovate, poraščene z mnogo majhnimi trni. Pogosto imajo živobarvne črte ali pike. Njihove obustne okončine so prav tako preoblikovane v grizalo.

## Življenje
Samica izleže jajčeca v skupinah po nekaj deset in jih nalepi na rastlino. Med njimi so tudi neoplojena jajčeca, ki predstavljajo rezerven vir hrane za ličinke. Število neoplojenih jajčec v skupini je večje, kadar je plena malo. V roku enega tedna se izležejo ličinke, ki se pričnejo prehranjevati z drugimi manjšimi žuželkami. Stadij ličinke traja okoli dva tedna, nato se žival zabubi (buba je nepremična) in preobrazi v odraslo žival.
Živa barva odraslih živali sporoča plenilcem, da so polonice neužitne. Ob napadu namreč iz nožnih sklepov izločajo smrdečo hemolimfo, ki vsebuje oljnat rumenkast toksin in s tem odvrne napadalca. Temu pojavu pravimo refleksna krvavitev (avtohemoragija).
Nekatere vrste se pozimi iz krajev z zmernim podnebjem selijo v toplejše kraje, druge pa tvorijo velike roje, ki hibernirajo na ustreznem mestu, največkrat pod lubjem ali v rastlinskem opadu. Ponekod lahko ti roji predstavljajo nevšečnost, kadar rinejo v človeška bivališča. V krajih z zmernim podnebjem se letno izmenjata ena ali dve generaciji.

## Ekologija
Skoraj vse vrste so plenilske, prehranjujejo se z drugimi žuželkami z mehkim zunanjim skeletom. Najbolj so znane po tem, da požrejo veliko število listnih uši, tako ličinke kot odrasle živali. Ob velikih populacijah listnih uši se lahko tudi polonice zelo namnožijo.
Pogosto jih uporabljajo kot sredstvo za biološko kontrolo škodljivcev v vrtovih in na poljih, v ta namen so določene vrste polonic načrtno naseljevali na ta območja. Eden najuspešnejših primerov biološke kontrole škodljivcev sploh je bila naselitev polonice vrste Rodolia cardinalis v kombinaciji z zajedavsko muho za kontrolo invazivnega kaparja, ki je delal škodo v nasadih citrusov v Kaliforniji. Vendar pa lahko pride pri tovrstnih poskusih tudi do težav, saj se naseljene polonice prehranjujejo tudi z drugimi žuželkami, poleg tega pa lahko izrinejo avtohtone vrste polonic. Zaradi koristi za človeka je v mnogih kulturah razširjena vraža, da polonice prinašajo srečo.

## Sistematika in evolucija
Fosilnih ostankov polonic je malo, najzgodnejši so primerki iz jantarja, ki ga datirajo v terciar, zaradi česar je preučevanje sistematike družine težavno. Po trenutno veljavni klasifikaciji delimo družino na 7 poddružin, te pa nadalje na okoli 360 rodov.
V Sloveniji poznamo okoli 60 vrst polonic, vendar pa je ta skupina žuželk na Slovenskem slabo raziskana in je število vrst verjetno višje. Najbolj prepoznavni med njimi sta pikapolonica (sedempikčasta polonica, Coccinella septempunctata) in dvopikčasta polonica (Adalia bipunctata).